# Социологическое исследование
Социологическое исследование — система логических и последовательных методологических, методических и организационно-технических процедур в социологии для получения научных знаний о социальных явлениях, а также их процедур, процессов.
Социологическое исследование представляет собой систему теоретических и эмпирических процедур.

## Виды социологических исследований

### По целям
В целях социологические исследования подразделяются на фундаментальные и прикладные. Фундаментальные направлены на установление и анализ социальных тенденций, закономерностей развития и связаны с решением сложных проблем общества. Прикладные нацелены на изучение конкретных объектов, решение определенных социальных проблем.

### По продолжительности
- Долгосрочные — от 3 лет и более;
- Среднесрочные — от 6 месяцев до 3 лет;
- Краткосрочные — от 2 до 6 месяцев;
- Экспресс-исследования — от 1-2 недель до 1-2 месяцев[1]

### По глубине анализа
- Поисковые исследования — по своим параметрам являются простейшими, решают простые по содержанию задачи. Применяют их тогда, когда проблема, объект или предмет исследования относится к малоизученным или вообще не изученным. Охватывают небольшие совокупности, имеют упрощенные программу и инструментарий. Чаще всего используются как предварительный этап более глубокого масштабного исследования, ориентируя их на сбор информации по объекту и предмету исследования, уточнения гипотез и так далее. Данный вид исследования также называют разведывательным. Поисковое исследование подразделяется на точечное, повторное и панельное. Точечное описательное исследование проводится один раз для получения информации о состоянии исследуемого объекта в данный момент в максимально короткий срок. Повторное исследование отличается тем, что исследуемый объект исследуется несколько раз для определения динамики изменения.

- Описательные исследования — призваны создать относительно целостное представление об исследуемых явлениях, процессах. Проводят в соответствии с полной программой, применяя четкий, детально проработанный инструментарий, в основном тогда, когда объектом анализа является относительно большая общность людей, с определенными социальными, профессиональными и демографическими характеристиками. По структуре, набором процедур значительно сложнее от поисковых исследований.

- Аналитические — заключаются не только в описании социальных явлений и их компонентов, но и в установлении причин их возникновения, механизмов функционирования, выделении факторов, обеспечивающих их. Подготовка аналитического социологического исследования требует значительных усилий, профессионального мастерства исследователя — аналитических способностей, умение интерпретировать и анализировать сложную социологическую информацию, делать взвешенные выводы[1].

## Методы социологического исследования
Методология и методы социологического исследования — сфера социологической науки, которая изучает способы методологического обоснования социологического исследования, принципы формирования программы исследования, содержание и характеристики методов сбора первичной социологической информации, а также специфику применения методов и компьютерных технологий для сбора и анализа социологических данных.
По методам, применяемым в социологическом исследовании, выделяют метод опроса, метод анализа информации, метод эксперимента, социологическое наблюдение, метод экспертной оценки.

## Направления исследований
Направления исследований:
- Уровни социологического знания и специфика методологии эмпирического исследования
- Структура и функции программы социологического исследования
- Специфика социальной квалиметрии
- Выборочный метод в социологии
- Классификация методов сбора социологической информации
- Технология сбора первичной социологической информации
- Специфика применения методов математического анализа по социологическим данным
- Технологии обработки социологической информации